# 李相得
李 相得（イ・サンドゥク、이상득、1935年11月29日 - 2024年10月23日）は、大韓民国の政治家、実業家である。コーロンの代表取締役を務めた後、政治の道に入り迎日郡と浦項市南区選挙区で6回、国会議員に当選した。本貫は慶州李氏。キリスト教徒。
元大統領の李明博は実弟。また、長女はLGグループの具滋斗の息子と、次女は元科学技術処長官の呉明の1人息子とそれぞれ結婚した。

## 経歴
日本大阪府生まれ。終戦直後の1945年10月に一家は密航船に乗って、父親の故郷である浦項へ引き揚げた。韓国で軍人になるために陸軍士官学校に入学したが、のちに進路を変えてソウル大学校経済学科に入学した。
1961年、韓国ナイロン（コーロン）公開採用1期出身で、入社した後の1973年に取締役、1975年に常務、1976年7月9日に営業本部長、1977年1月23日にマネージングディレクター、1978年3月6日に副社長、1979年1月4日には社長になった。1981年の平和統一諮問会議の発足時の常任委員として参加し、1983年3月2日、コーロン商事社長となった。
1988年、政治家に転身。国会議員を第13代から第18代まで歴任した。
2011年12月、秘書名義の6つの借名口座からの不正資金が明らかになるなどの問題のため、次期総選挙不出馬宣言をした。
2012年7月、金融機関や企業から巨額の違法資金を受け取ったとして、斡旋収賄などの疑いで韓国最高検察庁により逮捕された。
2013年1月に不法な政治資金を受け取った罪でソウル中央地裁に懲役2年と追徴金7億5750万ウォンを宣告された。
2013年9月に満期出所したが、2015年10月にまたポスコにまつわる不正で検察の取調べを受けた。
2019年5月に国家情報院特殊活動費と不法資金収受などの罪で懲役1年3か月の刑が確定した。
2024年10月23日、入院中のソウル大学校病院で持病により死去。享年89。なお、22日に故郷である浦項市北区興海邑内の旧家の前に建てられた功徳碑の除幕式が予定されたが、本人の健康の悪化により無期限延期となった。

## 学歴
- 浦項中央小学校
- 同志中学校
- 同志商業高等学校
- 陸軍士官学校中退
- ソウル大学校経済学科

## 略歴
- 1977年～1982年 株式会社コーロンの代表取締役を歴任。
- 1982年～1988年 コーロン商事（株）の代表取締役を歴任。

1984年12月から社長となる。
- 1988年～1992年 第13代民主正義党国会議員（迎日郡、鬱陵郡）
- 1992年～1996年 第14代民主自由党国会議員（浦項市南区、鬱陵郡）
- 1996年～2000年 第15代新韓国党国会議員（浦項市南区、鬱陵郡）
- 1993年～1996年 新韓国党の第2政策調整委員長
- 1996年～2000年 ハンナラ党政策委議長
- 1997年～1998年 国会財政経済委員長、国会運営委員長、ハンナラ党院内総務
- 2000年～2004年 第16代ハンナラ党国会議員（浦項市南区、鬱陵郡）
- 2000年～2003年 ハンナラ党最高議員、慶尚北道党委員長
- 2004年～2008年 第17代ハンナラ党国会議員（浦項市南区、鬱陵郡）
- 2004年～2005年 ハンナラ党事務総長
- 2006年6月～2008年5月 17代後半国会副議長
- 2008年～2012年 第18代ハンナラ党国会議員（浦項市南区、鬱陵郡）日韓委員連盟会長、国会外交通商統一委員会の議員
- 2012年  逮捕される[13]。

## 人物

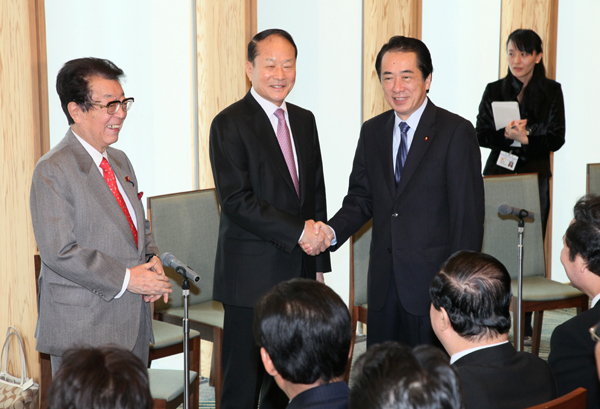
2010年、菅直人内閣総理大臣、渡部恒三日韓議員連盟会長と

- 李明博の兄である地位を利用して色んなことに手をかけたため、あだ名は「万事兄通」（「全てのことは兄に通じる」の意、「万事亨通」の同綴語）[10]。
- 几帳面な性格で、何をするにも綿密になさなければ気が済まない。基本的なブリーフィング資料のほか、交渉相手の情報を最大限収集しようと努力するので仲間たちは苦労が多かった。しかし、相手が意図したとおりのスタイルであれば成功する確率が高いため、成果も多かった[14]。
- 韓国の韓日議員連盟会長を務めた。2010年11月には、日韓議員連盟会長であった渡部恒三と共に、当時の菅直人内閣総理大臣を表敬訪問した[15]。

## 受賞
- 国民勲章冬柏章 （동백장、1981年、教育功労）
- 銅塔産業勲章 （동탑훈장、1981年、産業功労）